# Аднан Октар
Аднан Октар (тур. Andan Oktar; Анкара, 2. фебруар 1956) је турски писац, исламски креациониста и теоретичар завере, познат и под псеудонимом Харун Јахи (тур. Harun Yahya).
Октар води две организације чији је почасни председник „Задужбину за научна истраживања“, која промовише креационизам и „Задужбине за заштиту националних вредности“ која провомише турски национализам. У последње две деценије Октар је био умешан у бројне судске процесе, и као тужени и као тужитељ. Често су мета његових напада сајтови који негативно оцењују његов рад, којима приступ буде блокиран после одлука турских судова.

## Биографија
Аднан Октар је рођен у Анкари у 1956, где је живео до завршетка лицеј. Године 1979. уписао се на Универзитет Мимар Синан у Истанбулу на Факултету ликовних уметности. Ту је 1982. основао прву групу својих присталица, који се састојао од 20-30 људи.
Аднан Октар је 1986. објавио књигу „Живот и еволуција“. Исте године објавио књигу „Јудаизам и слободно зидарство“ у којој је изнео своју теорију завере.
Аднан Октар је касније ухапшен под оптужбом да планира теократску револуцију. Примљен је у затворску клинику, где су му дијагнозирани опсесивно-компулсивни поремећај личности и шизофренија. Тек после поновљених захтева адвоката и заштитника људских права, суд је пресудио да Јахја није направио прекрашај, нити да постоји било какве забрањене идеја у речима оптуженог, па је Аднан Октар ослобођен оптужби и пуштен из притвора, а касније су војни лекари проценили да је здрав.
Аднан Октар је истакнути новинар у исламском свету, кога често цитирају и хришћански креационисти. Октар поседује сопствену издавачку кућу „Глобал“, са седиштем у Истанбулу.

## Књиге
Аднан Октар је аутор 200 књига, великог броја чланака о креационизму, политичким и верским питања. Најпознатији његове књиге су „Колапс теорије еволуције“, „Велика замисао у природи“, „Сјај на небу“, „За људе који размишљају“, „Нестали“, „Стварање универзума“, итд.

## Креационизам
Аднан Октар је 1990. године основао организацију Задужбина за научна истраживања (тур. Bilim Araştırma Vakfı, BAV). Почетком 1998. Задужбина за научна истраживања је почела свој први кампању против еволуције и дарвинизма. Хиљаде бесплатних примерака октарове књиге „Обмане еволуције“ и друге брошуре су дистрибуиране широм Турске. Аднан Октар редовно објављују своје чланке против еволуције у дневним турским новина, а једном чак и у америчком магазину Тајм Од 1998, БАВ водио нападе на турске научнике који заступају теорију еволуције. Према речима научника, они су малтретирани и прећено им је тили и били су оклеветали у чланцима и брошурама. Године 1999, суд је пресудио у корист шест оклеветаних професора у грађанској парници против Задужбине за научна истраживања.
Октар је 2007. године је послао хиљаде нежељених копија своје књиге „Атлас стварања“ у којој је заговарао исламски креационизам америчким научницима, члановима Конгреса и научним музејима.

## Критике
Октарове изјаве о теорији еволуције и природа његове аргументе су често предмет критика научника.
Професор Умит Саин, сумирајући кампању Задужбине за научна истраживања, је 2005. године изјавио: „1998. године сам био у стању да мотивишем шест чланова турске академије наука да јавно говоре против креационистичког покрета. Данас је немогуће мотивисати било кога. Они страхују да ће их напасти радикални исламисти и Задужбина за научна истраживања“.
Октар је 2008. изјавио да ће дати 10 милијарди турских лира свакоме ко нађе транзициони фосилних транзиционој фази демонстрира еволуцију. Коментаришући овај предлог професор биологије Кевин Падијан са Универзитета Калифорнија је изјавио да: Октар "„не схвата шта знамо о томе како се ствари мењају током времена. Ако он види фосил крабе, он каже „ово изгледа као обична краба, нема еволуције““.

## Блокирање сајтова
Од 2007. Октар је неколико пута успео да од турске владе добијање забрану приступа неколицини сајтова. У априлу 2007. Октар је поднео тужбу за клевету против власника интернет сајта Ekşi Sözlük. Суд је размотрио жалбу и наложио пружаоцу услуга да онемогући јавни приступ овом сајту. Приступ је ограничен и информативном сајту Süper Poligon након Октарових жаби. У августу 2007, Октар је издејствовао од турског суда забрану проступа сајту WordPress.com на територији целе Турске. Његови адвокати су тврдили да блогови на WordPress.com садржи материјал који је вређа Октара и његове колега, које особље сајта није желело да уклони.
Поред тога, забрањен је и сајт сајта Едипа Јиксела, турског писца који познаје Октара још од 1980-их, а сада је његов велики критичар. Турски суд је 19. септембра 2008. онемогућио интернет корисницима да приступају званичном сајту Ричарда Докинса након Октарове тврде да је његов садржај су клеветнички, богохулни и да вређа религије, као и да је његова личност вређана. Забрана је укинута 8. јула 2011. Такође, у септембру 2008. је након Октарове жалбе дошло до блокирања сајта турске Уније образовних и научних радника. Следећег месеца је уследио блок сајта Ватана, трећег по величини новинске куће у Турској.